# Даронко, Андерсон
А́ндерсон Даро́нко (порт. Anderson Daronco; род. 5 января 1981, Санта-Мария, Риу-Гранди-ду-Сул) — бразильский футбольный судья, бывший гандболист и учитель физкультуры.

## Биография
На детском и юношеском уровне занимался гандболом, в который играл до 21 года.
В 1998 году поступил на факультет физического воспитания и при этом прошёл курсы на квалификацию арбитра в Федерации футбола Гаушу. Даронко работал учителем физкультуры, но затем оставил преподавательскую деятельность, сосредоточившись на карьере футбольного арбитра.
25 августа 2019 года Даронко остановил матч 16-го тура бразильской Серии A между клубами «Васко да Гама» и «Сан-Паулу» из-за гомофобных кричалок болельщиков «Васко да Гама». Встреча завершилась победой хозяев со счётом 2:0. Это был первый случай в Бразилии, когда матч был остановлен из-за гомофобных скандирований фанатов.
27 марта 2022 года судил матч отборочного цикла на чемпионат мира 2022 года между сборными Уругвая и Перу. Уругвай выиграл тот матч со счётом 1:0, но ряд международных спортивных изданий раскритиковали работу арбитра из-за предвзятого судейства в пользу команды Уругвая. По мнению журналистов издания «El Comercio» бразильский арбитр не засчитал гол перуанцев, не увидев того что мяч пересёк линию, когда Серхио Рочет взял его в руки на линии собственных ворот.